# Tomicodon
Tomicodon is een geslacht van straalvinnige vissen uit de familie van schildvissen (Gobiesocidae).

## Soorten
- Tomicodon absitus Briggs, 1955
- Tomicodon abuelorum Szelistowski, 1990
- Tomicodon australis Briggs, 1955
- Tomicodon bidens Briggs, 1969
- Tomicodon boehlkei Briggs, 1955
- Tomicodon briggsi (Smith, 1957)
- Tomicodon chilensis Brisout de Barneville, 1846
- Tomicodon clarkei Williams & Tyler, 2003
- Tomicodon cryptus Williams & Tyler, 2003
- Tomicodon eos (Jordan & Gilbert, 1882)
- Tomicodon fasciatus (Castelnau, 1861)
- Tomicodon humeralis (Gilbert, 1890)
- Tomicodon lavettsmithi Williams & Tyler, 2003
- Tomicodon leurodiscus Williams & Tyler, 2003
- Tomicodon myersi Briggs, 1955
- Tomicodon petersii (Garman, 1875)
- Tomicodon prodomus Briggs, 1969
- Tomicodon reitzae Briggs, 2001
- Tomicodon rhabdotus Smith-Vaniz, 1969
- Tomicodon rupestris (Poey, 1860)
- Tomicodon vermiculatus Briggs, 1955
- Tomicodon zebra (Jordan & Gilbert, 1882)